# Dydak
Dydak – imię męskie pochodzenia greckiego, które oznacza „nauczający”, od gr. διδαχή (didache) (zob. też: dydaktyka). Prawdopodobnie hiszpańskie imię Diego, od imienia Jakuba (Santiago – Sanctus Iacobus; Diego, Diago) lub jako pochodzące z greki, ze słowa didax- 'doktryna, dyscyplina nauki'. Nie można też wykluczyć iberyjskiego (przedindoeuropejskiego) pochodzenia imienia. Patronem imienia jest św. Dydak, biskup Kadyksu. 
W dawnej Polsce imię to było bardziej znane niż w XXI wieku, kiedy to jest rzadkie. W styczniu 2025 r. w rejestrze PESEL, wśród publicznie dostępnych danych dotyczących osób żyjących, wykazano 2 mężczyzn o imieniu Dydak nadanym jako imię drugie. 
Dydak imieniny obchodzi 24 marca (jako wspomnienie bł. Dydaka z Kadyksu) i 13 listopada (jako wspomnienie św. Dydaka z Alkali).

## W innych językach
- (ang.) Didacus, Diego
- (biał.) Дыдак
- (fr.) Diego, Didace, Didacus
- (hiszp.) Diego
- (chorw.) Didak
- (łac.) Diodacus
- (niem.) Didakus, Didacus
- (port.) Diogo
- (wł.) Didaco, Diego

## Mężczyźni o imieniu Dydak
- Święci i błogosławieni
  - bł. Dydak z Kadyksu, kapucyn, teolog, błogosławiony, wspominany 24 marca[1]
  - bł. Dydak Alojzy de San Vitores, hiszpański jezuita, misjonarz, męczennik, wspominany 2 kwietnia[1]
  - bł. Dydak Oddi, franciszkanin, brat zakonny, wspominany 3 czerwca
  - bł. Dydak Ventaja Milan, biskup Almerii, męczennik, wspominany 31 sierpnia
  - bł. Dydak Llorca Llopis, hiszpański ksiądz, męczennik, wspominany 22 września
  - św. Dydak z Alkali, franciszkanin, brat zakonny, wspominany 13 listopada [1]

- Pozostałe osoby
  - Diego, brazylijski piłkarz
  - Diego Domínguez, hiszpański aktor, piosenkarz, tancerz, model
  - Diego Almagro Junior, hiszpański konkwistador
  - Diego Alvelo, amerykański scenarzysta
  - Diego Alves, brazylijski piłkarz
  - Diego Benaglio, szwajcarski piłkarz
  - Diego Biseswar, holenderski piłkarz
  - Diego Capel, hiszpański piłkarz
  - Diego Colón, syn Krzysztofa Kolumba
  - Diego Corrales, amerykański bokser
  - Diego de Almagro, hiszpański konkwistador
  - Diego de Ascentis, włoski piłkarz
  - Diego de Gardoqui, hiszpański dyplomata
  - Diego de Landa, hiszpański biskup Jukatanu, pisarz
  - Diego de Nicuesa, hiszpański podróżnik i konkwistador
  - Diego de Ordás, hiszpański podróżnik i konkwistador
  - Diego de Siloé, hiszpański architekt i rzeźbiarz
  - Diego Durán, hiszpański kronikarz, dominikanin
  - Diego Fabbri, włoski dramaturg
  - Diego Flores, argentyński szachista
  - Diego Forlán, urugwajski piłkarz
  - Diego Fuser, włoski piłkarz
  - Diego García de Padilla, wielki mistrz zakonu Calatrava
  - Diego Gavilán, paragwajski piłkarz
  - Diego Godín, urugwajski piłkarz
  - Diego Klimowicz, argentyński piłkarz
  - Diego Laynez, hiszpański teolog, jezuita
  - Diego Lugano, urugwajski piłkarz
  - Diego Luna, meksykański aktor filmowy
  - Diego López, hiszpański piłkarz
  - Diego Maradona, argentyński piłkarz
  - Diego Marani, włoski tłumacz i felietonista
  - Diego Méndez de Salcedo, hiszpański konkwistador
  - Diego Milito, argentyński piłkarz
  - Diego Placente, argentyński piłkarz
  - Diego Ramos, argentyński aktor filmowy
  - Diego Rivera, meksykański artysta
  - Diego Simeone, trener Atlético Madryt i były argentyński piłkarz
  - Diego Tardelli, brazylijski piłkarz
  - Diego Tristán, hiszpański piłkarz
  - Diego Velázquez, hiszpański malarz
  - Diego Velázquez de Cuéllar, hiszpański konkwistador
  - Diego Xaraba, hiszpański kompozytor

- Postaci fikcyjne
  - Diego, postać z gier serii Gothic
  - Diego, postać z filmu Epoka lodowcowa
  - Diego de la Vega (Zorro), postać fikcyjna